# ليو هيكس
ليو هيكس (بالإنجليزية: Leo Hicks)‏ هو لاعب كرة قدم أسترالية أسترالي، ولد في 24 يناير 1916، وتوفي في 17 مارس 2005.

## وصلات خارجية
- ليو هيكس على موقع AustralianFootball.com (الإنجليزية)
- ليو هيكس على موقع AFLtables.com (الإنجليزية)